# Ligue de diamant 2014
Navigation
La 5e édition de la Ligue de diamant (en anglais 2014 IAAF Diamond League) se déroule du 9 mai au 5 septembre 2014. Organisée par l'Association internationale des fédérations d'athlétisme, cette compétition regroupe comme lors des éditions précédentes quatorze meetings internationaux répartis sur trois continents.
La Ligue de diamant 2014 débute le 9 mai 2014 à Doha et se poursuit à Shanghai, Eugene, Rome, Oslo, New York, Lausanne, Paris-Saint-Denis, Glasgow, Monaco, Stockholm et Birmingham. Les finales se déroulent successivement les 28 août et 5 septembre 2014 à Zurich et Bruxelles.
Le British Athletics London Grand Prix se déplace exceptionnellement à Glasgow, en Écosse, devenant le Glasgow Grand Prix.

## Compétition

### Épreuves
| Sprint            | Demi-fond     | Fond    | Haies                                         | Sauts                                                         | Lancers                                            |
| ----------------- | ------------- | ------- | --------------------------------------------- | ------------------------------------------------------------- | -------------------------------------------------- |
| 100 m 200 m 400 m | 800 m 1 500 m | 5 000 m | 100 / 110 m haies 400 m haies 3 000 m steeple | Saut en hauteur Saut à la perche Saut en longueur Triple saut | Lancer du poids Lancer du javelot Lancer du disque |

| Place | Points | Pts (finales) |
| ----- | ------ | ------------- |
| 1er   | 4      | 8             |
| 2e    | 2      | 4             |
| 3e    | 1      | 2             |

### Calendrier
| #  | Date                  | Lieu        | Meeting                    | 100 | 200 | 400 | 800 | 1500 | 5000 | Stee | 110h | 400h | Haut | Perc | Long | Trip | Poid | Disq | Jave |
| -- | --------------------- | ----------- | -------------------------- | --- | --- | --- | --- | ---- | ---- | ---- | ---- | ---- | ---- | ---- | ---- | ---- | ---- | ---- | ---- |
| 1  | 9 mai 2014            | Doha        | Doha Diamond League        | F   | H   | H   | F   | H    | F    | H    | H    | F    | H    | F    | H    | F    | F    | H    | F    |
| 2  | 18 mai 2014           | Shanghai    | Shanghai Golden Grand Prix | H   | F   | F   | H   | F    | H    | F    | H    | H    | F    | H    | F    | H    | H    | F    | H    |
| 3  | 30 et 31 mai 2014     | Eugene      | Prefontaine Classic        | H   | F   | F   | H   | HF   | H    | F    | H    | F    | F    | H    | F    | H    | H    | F    | H    |
| 4  | 5 juin 2014           | Rome        | Golden Gala                | F   | H   | H   | F   | H    | F    | H    | F    | F    | H    | F    |      | HF   | F    | H    | F    |
| 5  | 11 juin 2014          | Oslo        | Bislett Games              | H   | F   | F   | F   | H    | H    | H    | H    | F    | F    | H    | F    | H    | H    | F    | H    |
| 6  | 14 juin 2014          | New York    | Adidas Grand Prix          | F   | H   | H   | H   | F    | F    | F    | F    |      | H    | F    | H    | F    | F    | H    | F    |
| 7  | 3 juillet 2014        | Lausanne    | Athletissima               | F   | H   | H   | F   | H    | F    | H    | H    | H    | H    | H    | H    | F    | F    | H    | F    |
| 8  | 5 juillet 2014        | Saint-Denis | Meeting Areva              | H   | F   | F   | H   | F    | H    | F    | F    | H    | F    | H    | F    | H    | H    | F    | H    |
| 9  | 11 et 12 juillet 2014 | Glasgow     | Glasgow Grand Prix         | H   | F   | F   | H   | F    | H    | F    | F    | H    | F    | F    | F    | H    | H    | F    | H    |
| 10 | 18 juillet 2014       | Monaco      | Meeting Herculis           | F   | H   | H   | F   | H    | F    | H    | H    | F    | H    | F    | H    | F    | F    | H    | F    |
| 11 | 21 août 2014          | Stockholm   | DN Galan                   | H   | F   | F   | H   | F    | H    | F    | F    | H    | F    | H    | HF   |      | H    | F    | H    |
| 12 | 24 août 2014          | Birmingham  | Birmingham Grand Prix      | F   | H   | H   | F   | H    | F    | H    | F    | F    | H    | F    | H    | F    | F    | H    | F    |
| 13 | 28 août 2014          | Zurich      | Weltklasse                 | F   | H   | H   | H   | F    | H    | F    | F    | H    | F    | F    | F    | H    | H    | F    | H    |
| 14 | 5 septembre 2014      | Bruxelles   | Mémorial Van Damme         | H   | F   | F   | F   | H    | F    | H    | H    | F    | H    | H    | H    | F    | F    | H    | F    |

| H | Épreuves masculines | F | Épreuves féminines |  | Finales |

## Résultats

### Palmarès 2014
Pour remporter le trophée de la Ligue diamant, l'athlète doit obligatoirement participer à la finale (Zurich ou Bruxelles), et ce dans la discipline pour laquelle il a concouru durant la saison.
| Hommes            | Hommes                  | Hommes |
| ----------------- | ----------------------- | ------ |
| 100 m             | Justin Gatlin           | 16 pts |
| 200 m             | Alonso Edward           | 19 pts |
| 400 m             | LaShawn Merritt         | 26 pts |
| 800 m             | Nijel Amos              | 14 pts |
| 1 500 m / Mile    | Silas Kiplagat          | 16 pts |
| 3 000 m / 5 000 m | Caleb Ndiku             | 15 pts |
| 110 m haies       | Pascal Martinot-Lagarde | 27 pts |
| 400 m haies       | Michael Tinsley         | 21 pts |
| 3 000 m steeple   | Jairus Birech           | 28 pts |
| Saut en longueur  | Godfrey Khotso Mokoena  | 12 pts |
| Triple saut       | Christian Taylor        | 20 pts |
| Saut en hauteur   | Mutaz Essa Barshim      | 20 pts |
| Saut à la perche  | Renaud Lavillenie       | 28 pts |
| Lancer du poids   | Reese Hoffa             | 23 pts |
| Lancer du disque  | Piotr Małachowski       | 22 pts |
| Lancer du javelot | Thomas Röhler           | 15 pts |

| Femmes            | Femmes                  | Femmes |
| ----------------- | ----------------------- | ------ |
| 100 m             | Veronica Campbell-Brown | 10 pts |
| 200 m             | Allyson Felix           | 21 pts |
| 400 m             | Novlene Williams-Mills  | 20 pts |
| 800 m             | Eunice Sum              | 22 pts |
| 1 500 m           | Jennifer Simpson        | 17 pts |
| 3 000 m / 5 000 m | Mercy Cherono           | 22 pts |
| 100 m haies       | Dawn Harper-Nelson      | 21 pts |
| 400 m haies       | Kaliese Spencer         | 30 pts |
| 3 000 m steeple   | Hiwot Ayalew            | 19 pts |
| Saut en longueur  | Tianna Bartoletta       | 16 pts |
| Triple saut       | Caterine Ibargüen       | 28 pts |
| Saut en hauteur   | Mariya Kuchina          | 18 pts |
| Saut à la perche  | Fabiana Murer           | 20 pts |
| Lancer du poids   | Valerie Adams           | 32 pts |
| Lancer du disque  | Sandra Perković         | 30 pts |
| Lancer du javelot | Barbora Špotáková       | 22 pts |

### Hommes

#### Courses
| # | Meeting     | 100 m                     | 200 m                              | 400 m                         | 800 m                             | 1 500 m/Mile                             | 3 000/5 000 m                     | 110 m haies                               | 400 m haies                    | 3 000 m steeple                              |
| 1 | Doha        | —                         | Nickel Ashmeade 20 s 13            | LaShawn Merritt 44 s 44 (WL)  | Mohammed Aman 1 min 44 s 49       | Asbel Kiprop 3 min 29 s 18 (WL, MR)      | —                                 | David Oliver 13 s 23 (SB)                 | —                              | Ezekiel Kemboi 8 min 4 s 12 (WL)             |
| 2 | Shanghai    | Justin Gatlin 9 s 92 (WL) | —                                  | —                             | Robert Biwott 1 min 44 s 69 (PB)  | —                                        | Yenew Alamirew 13 min 4 s 83 (MR) | Xie Wenjun 13 s 23 (PB)                   | Michael Tinsley 48 s 77 (MR)   | —                                            |
| 3 | Eugene      | Justin Gatlin 9 s 76      | —                                  | —                             | Nijel Amos 1 min 43 s 63 (WL, MR) | Ayanleh Souleiman 3 min 47 s 32 (WL, MR) | Caleb Ndiku 13 min 01 s 71 (WL)   | Pascal Martinot-Lagarde 13 s 13 (WL)      | —                              | —                                            |
| 4 | Rome        | —                         | Alonso Edward 20 s 19              | LaShawn Merritt 44 s 48       | —                                 | Silas Kiplagat 3 min 30 s 44             | —                                 | —                                         | —                              | Jairus Kipchoge Birech 8 min 06 s 20 (SB)    |
| 5 | Oslo        | Richard Thompson 10 s 02  | —                                  | —                             | —                                 | Ayanleh Souleiman 3 min 49 s 49          | Yenew Alamirew 13 min 1 s 57 (WL) | Pascal Martinot-Lagarde 13 s 12 (WL, =PB) | —                              | Jairus Kipchoge Birech 8 min 2 s 37 (WL, PB) |
| 6 | New York    | —                         | Warren Weir 19 s 82 (WL)           | LaShawn Merritt 44 s 19 (MR)  | David Rudisha 1 min 44 s 63 (SB)  | —                                        | —                                 | —                                         | Javier Culson 48 s 03 (WL)     | —                                            |
| 7 | Lausanne    | —                         | Alonso Edward 19 s 84 (SB)         | Kirani James 43 s 74 (WL, NR) | —                                 | Ronald Kwemoi 3 min 31 s 48 (PB)         | —                                 | Pascal Martinot-Lagarde 13 s 06 (PB)      | Javier Culson 48 s 32          | Jairus Kipchoge Birech 8 min 3 s 34          |
| 8 | Saint-Denis | Michael Rodgers 10 s 00   | —                                  | —                             | Asbel Kiprop 1 min 43 s 34 (WL)   | —                                        | Edwin Soi 12 min 59 s 82(WL)      | —                                         | Michael Tinsley 48 s 25 (SB)   | —                                            |
| 9 | Glasgow     | Nickel Ashmeade 9 s 97    | —                                  | —                             | David Rudisha 1 min 43 s 34 (WL)  | —                                        | Hagos Gebrhiwet 13 min 11 s 09    | —                                         | Javier Culson 48 s 35          | —                                            |
| 10 | Monaco      | —                         | Justin Gatlin 19 s 68 (WL, PB, MR) | LaShawn Merritt 44 s 30       | —                                 | Silas Kiplagat 3 min 27 s 64 (WL)        | —                                 | Pascal Martinot-Lagarde 12 s 95 (NR)      | —                              | Jairus Kipchoge Birech 8 min 3 s 33          |
| 11 | Stockholm   | Nesta Carter 9 s 96 (SB)  | —                                  | —                             | Adam Kszczot 1 min 45 s 25        | —                                        | Muktar Edris 12 min 54 s 83 (WL)  | —                                         | Michael Tinsley 49 s 60        | —                                            |
| 12 | Birmingham  | —                         | Nickel Ashmeade 20 s 33            | Kirani James 44 s 59          | —                                 | Asbel Kiprop 3 min 51 s 89 (MR)          | —                                 | —                                         | —                              | Jairus Birech 8 min 7 s 80 (MR)              |
| 13 | Zurich      | —                         | Alonso Edward 19 s 95              | LaShawn Merritt 44 s 36       | Nijel Amos 1 min 43 s 77          | —                                        | Caleb Ndiku 13 min 7 s 01         | —                                         | Cornel Fredericks 48 s 25 (SB) | —                                            |
| 14 | Bruxelles   | Justin Gatlin 9 s 77 (WL) | —                                  | —                             | —                                 | Taoufik Makhloufi 3 min 31 s 78          | —                                 | Pascal Martinot-Lagarde 13 s 08           | —                              | Jairus Birech 7 min 58 s 41 (WL)             |
| Records et Performances - AR : Record continental (area record) - CR : Record des championnats (championship record) - MR : Record du meeting (meet record) - NR : Record national (national record) - OR : Record olympique (olympic record) - PR : Record paralympique (paralympic record) - PB : Record personnel (personal best) - SB : Meilleure performance personnelle de la saison (season's best) - WL : Meilleure performance mondiale de l'année (world leader) - WJR : Record du monde junior (world junior record) - WR : Record du monde (world record) Circonstances et Conditions - DNF : N'a pas terminé (did not finish) - DNS : N'a pas pris le départ (did not start) - DQ : Disqualification (disqualification) - NM : Aucun essai valable enregistré (No Mark) - Q : Qualifié « directement » au prochain tour (ou à la prochaine compétition), lors d'une compétition majeure, grâce au classement ou à la réalisation des minima (automatic qualifier) - q : Qualifié au prochain tour (ou à la prochaine compétition), lors d'une compétition majeure, grâce au repêchage ou à la réalisation de l'une des meilleures performances parmi celles des « non qualifiés directement » (grâce au meilleur temps ou à la meilleure distance par exemple) (secondary qualifier) |             |                           |                                    |                               |                                   |                                          |                                   |                                           |                                |                                              |

#### Concours
| # | Meeting     | Saut en longueur                   | Triple saut                    | Saut en hauteur                             | Saut à la perche                  | Lancer du poids                 | Lancer du disque            | Lancer du javelot                     |
| 1 | Doha        | Loúis Tsátoumas 8,06 m             | —                              | Ivan Ukhov 2,41 m (WL, PB, MR)              | —                                 | —                               | Piotr Małachowski 66,72 m   | —                                     |
| 2 | Shanghai    | —                                  | Lyukman Adams 17,10 m          | —                                           | Renaud Lavillenie 5,92 m (WL, MR) | Christian Cantwell 21,73 m (MR) | —                           | Ihab Abdelrahman 89,21 m (AR, WL, MR) |
| 3 | Eugene      | —                                  | Will Claye 17,66 m (MR)        | —                                           | Renaud Lavillenie 5,80 m          | Reese Hoffa 21,64 m             | —                           | Vítězslav Veselý 83,75 m              |
| 4 | Rome        | —                                  | Will Claye 17,14 m             | Mutaz Essa Barshim 2,41 m (AR, WL, DLR, MR) | —                                 | —                               | Robert Harting 68,36 m (SB) | —                                     |
| 5 | Oslo        | —                                  | Will Claye 17,41 m             | —                                           | Renaud Lavillenie 5,77 m          | Joe Kovacs 21,14 m              | —                           | Tero Pitkämäki 84,18 m (SB)           |
| 6 | New York    | Jeff Henderson 8,33 m (MR)         | —                              | Bohdan Bondarenko 2,42 m (AR, WL, MR)       | —                                 | —                               | Robert Harting 68,24 m (MR) | —                                     |
| 7 | Lausanne    | Jeff Henderson 8,31 m              | —                              | Bohdan Bondarenko 2,40 m                    | Renaud Lavillenie 5,87 m          | —                               | Piotr Małachowski 66,63 m   | —                                     |
| 8 | Saint-Denis | —                                  | Benjamin Compaoré 17,12 m (SB) | —                                           | Renaud Lavillenie 5,70 m          | David Storl 21,41 m             | —                           | Ihab Abdelrahman 87,10 m              |
| 9 | Glasgow     | —                                  | Christian Taylor 17,36 m       | —                                           | —                                 | Reese Hoffa 21,67 m             | —                           | Thomas Röhler 86,99 m (PB)            |
| 10 | Monaco      | Li Jinzhe 8,09 m                   | —                              | Bohdan Bondarenko 2,40 m (MR)               | —                                 | —                               | Piotr Małachowski 65,84 m   | —                                     |
| 11 | Stockholm   | Godfrey Khotso Mokoena 8,09 m (SB) | —                              | —                                           | Konstadínos Filippídis 5,60 m     | Reese Hoffa 21,06 m             | —                           | —                                     |
| 12 | Birmingham  | Christian Taylor 8,09 m (SB)       | —                              | Mutaz Essa Barshim 2,38 m (MR)              | —                                 | —                               | Robert Harting 67,57 m      | —                                     |
| 13 | Zurich      | —                                  | Christian Taylor 17,51 m (SB)  | —                                           | —                                 | Reese Hoffa 21,88 m (SB)        | —                           | Thomas Röhler 87,63 m (PB)            |
| 14 | Bruxelles   | Godfrey Khotso Mokoena 8,19 m (SB) | —                              | Mutaz Essa Barshim 2,43 m (AR, WL, MR)      | Renaud Lavillenie 5,93 m (WL)     | —                               | Robert Harting 67,57 m      | —                                     |
| Records et Performances - AR : Record continental (area record) - CR : Record des championnats (championship record) - MR : Record du meeting (meet record) - NR : Record national (national record) - OR : Record olympique (olympic record) - PR : Record paralympique (paralympic record) - PB : Record personnel (personal best) - SB : Meilleure performance personnelle de la saison (season's best) - WL : Meilleure performance mondiale de l'année (world leader) - WJR : Record du monde junior (world junior record) - WR : Record du monde (world record) Circonstances et Conditions - DNF : N'a pas terminé (did not finish) - DNS : N'a pas pris le départ (did not start) - DQ : Disqualification (disqualification) - NM : Aucun essai valable enregistré (No Mark) - Q : Qualifié « directement » au prochain tour (ou à la prochaine compétition), lors d'une compétition majeure, grâce au classement ou à la réalisation des minima (automatic qualifier) - q : Qualifié au prochain tour (ou à la prochaine compétition), lors d'une compétition majeure, grâce au repêchage ou à la réalisation de l'une des meilleures performances parmi celles des « non qualifiés directement » (grâce au meilleur temps ou à la meilleure distance par exemple) (secondary qualifier) |             |                                    |                                |                                             |                                   |                                 |                             |                                       |

### Femmes

#### Courses
| # | Meeting     | 100 m                           | 200 m                          | 400 m                               | 800 m                              | 1 500 m/Mile                        | 3 000/5 000 m                        | 100 m haies                      | 400 m haies                   | 3 000 m steeple                     |
| 1 | Doha        | Shelly-Ann Fraser-Pryce 11 s 13 | —                              | —                                   | Eunice Sum 1 min 59 s 33 (WL)      | —                                   | Hellen Obiri 8 min 20 s 68 (AR, WL)  | —                                | Kemi Adekoya 54 s 59 (WL, NR) | —                                   |
| 2 | Shanghai    | —                               | Blessing Okagbare 22 s 36 (MR) | Novlene Williams-Mills 50 s 31      | —                                  | Abeba Aregawi 3 min 58 s 72 (WL)    | —                                    | —                                | —                             | Emma Coburn 9 min 19 s 80 (WL)      |
| 3 | Eugene      | —                               | Tori Bowie 22 s 18 (WL)        | Novlene Williams-Mills 50 s 40      | —                                  | Hellen Obiri 3 min 57 s 05 (WL, MR) | —                                    | —                                | Kaliese Spencer 54 s 29 (WL)  | Sofia Assefa 9 min 11 s 39 (WL, MR) |
| 4 | Rome        | Tori Bowie 11 s 05 (PB)         | —                              | —                                   | Eunice Sum 1 min 59 s 49           | —                                   | Genzebe Dibaba 14 min 34 s 99 (WL)   | Brianna Rollins 12 min 53 s (WL) | Kaliese Spencer 53 s 97 (WL)  | —                                   |
| 5 | Oslo        | —                               | Allyson Felix 22 s 73          | Novlene Williams-Mills 50 s 06 (SB) | Eunice Sum 1 min 59 s 02 (SB)      | —                                   | —                                    | —                                | Kaliese Spencer 54 s 94       | —                                   |
| 6 | New York    | Tori Bowie 11 s 07              | —                              | —                                   | —                                  | Abeba Aregawi 4 min 0 s 13 (MR)     | Mercy Cherono 8 min 39 s 84          | Queen Harrison 12 s 62           | —                             | Sofia Assefa 9 min 18 s 58 (MR)     |
| 7 | Lausanne    | Michelle-Lee Ahye 10 s 98       | —                              | —                                   | Eunice Sum 1 min 58 s 48 (SB)      | —                                   | Mercy Cherono 8 min 50 s 24          | —                                | —                             | —                                   |
| 8 | Saint-Denis |                                 | Blessing Okagbare 22 s 32      | Sanya Richards-Ross 50 s 10         | —                                  | Sifan Hassan 3 min 57 s 00 (WL, MR) | —                                    | Dawn Harper-Nelson 12 s 44 (WL)  | —                             | Hiwot Ayalew 9 min 11 s 65 (MR)     |
| 9 | Glasgow     | —                               | Dafne Schippers 22 s 34 (NR)   | Francena McCorory 49 s 93           | —                                  | Sifan Hassan 4 min 0 s 67 (MR)      | —                                    | Queen Harrison 12 s 58           | —                             | Hiwot Ayalew 9 min 10 s 65 (WL, MR) |
| 10 | Monaco      | Tori Bowie 10 s 80 (WL)         | —                              | —                                   | Ajee Wilson 1 min 57 s 67 (WL)     | —                                   | Genzebe Dibaba 14 min 28 s 88 (WL)   | —                                | Kaliese Spencer 54 s 09       | —                                   |
| 11 | Stockholm   | —                               | Allyson Felix 22 s 85          | Novlene Williams-Mills 50 s 09      | —                                  | Jennifer Simpson 4 min 0 s 38       | —                                    | Queen Harrison 12 s 66           | —                             | Hiwot Ayalew 9 min 17 s 04          |
| 12 | Birmingham  | Kerron Stewart 11 s 22          | —                              | —                                   | Lynsey Sharp 1 min 59 s 14         | —                                   | Mercy Cherono 9 min 11 s 49 (WL, MR) | Dawn Harper-Nelson 12 s 66       | Kaliese Spencer 53 s 80       | —                                   |
| 13 | Zurich      | Veronica Campbell-Brown 11 s 04 | —                              | —                                   | —                                  | Jennifer Simpson 3 min 59 s 92      | —                                    | Dawn Harper-Nelson 12 s 58       | —                             | Habiba Ghribi 9 min 15 s 23 (MR)    |
| 14 | Bruxelles   | —                               | Allyson Felix 22 s 02 (WL)     | Sanya Richards-Ross 49 s 98         | Brenda Martinez 1 min 58 s 84 (SB) | —                                   | Mercy Cherono 8 min 28 s 95          | —                                | Kaliese Spencer 54 s 12       | —                                   |
| Records et Performances - AR : Record continental (area record) - CR : Record des championnats (championship record) - MR : Record du meeting (meet record) - NR : Record national (national record) - OR : Record olympique (olympic record) - PR : Record paralympique (paralympic record) - PB : Record personnel (personal best) - SB : Meilleure performance personnelle de la saison (season's best) - WL : Meilleure performance mondiale de l'année (world leader) - WJR : Record du monde junior (world junior record) - WR : Record du monde (world record) Circonstances et Conditions - DNF : N'a pas terminé (did not finish) - DNS : N'a pas pris le départ (did not start) - DQ : Disqualification (disqualification) - NM : Aucun essai valable enregistré (No Mark) - Q : Qualifié « directement » au prochain tour (ou à la prochaine compétition), lors d'une compétition majeure, grâce au classement ou à la réalisation des minima (automatic qualifier) - q : Qualifié au prochain tour (ou à la prochaine compétition), lors d'une compétition majeure, grâce au repêchage ou à la réalisation de l'une des meilleures performances parmi celles des « non qualifiés directement » (grâce au meilleur temps ou à la meilleure distance par exemple) (secondary qualifier) |             |                                 |                                |                                     |                                    |                                     |                                      |                                  |                               |                                     |

#### Concours
| # | Meeting     | Saut en longueur               | Triple saut                        | Saut en hauteur             | Saut à la perche              | Lancer du poids                | Lancer du disque                     | Lancer du javelot                  |
| 1 | Doha        | —                              | Caterine Ibargüen 14,43 m (WL, MR) | —                           | Nikoléta Kiriakopoúlou 4,63 m | Valerie Adams 20,20 m          | —                                    | Martina Ratej 65,48 m (SB)         |
| 2 | Shanghai    | Blessing Okagbare 6,86 m (MR)  | —                                  | Ana Šimić 1,97 m (WL)       | —                             | —                              | Sandra Perković 70,52 m (WL, MR, NR) | —                                  |
| 3 | Eugene      | Ivana Španović 6,88 m (WL, NR) | —                                  | Anna Chicherova 2,01 m (WL) | —                             | —                              | Sandra Perković 69,32 m (MR)         | —                                  |
| 4 | Rome        | —                              | Caterine Ibargüen 14,48 m          | —                           | Yarisley Silva 4,70m (WL)     | Valerie Adams 20,01 m          | —                                    | Barbora Špotáková 66,43 m          |
| 5 | Oslo        | Tianna Bartoletta 7,02 m (WL)  | —                                  | Maria Kuchina 1,98 m (PB)   | —                             | —                              | Sandra Perković 67,17 m              | —                                  |
| 6 | New York    | —                              | Kimberly Williams 14,31 m          | —                           | Fabiana Murer 4,80 m (WL)     | Valerie Adams 19,68 m          | —                                    | Linda Stahl 67,32 m (WL)           |
| 7 | Lausanne    | —                              | —                                  | —                           | —                             | Valerie Adams 20,42 m          | —                                    | Barbora Špotáková 66,72 m (SB)     |
| 8 | Saint-Denis | Éloyse Lesueur 6,92 m (PB)     | —                                  | Blanka Vlašić 2,00 m (SB)   | —                             | —                              | Sandra Perković 68,48 m (MR)         | —                                  |
| 9 | Glasgow     | Tianna Bartoletta 6,98 m       | —                                  | Blanka Vlašić 1.96 m        | Fabiana Murer 4,65 m          | —                              | Gia Lewis-Smallwood 67,59 m (PB)     | —                                  |
| 10 | Monaco      | —                              | Caterine Ibargüen 15,31 m (AR, WL) | —                           | Fabiana Murer 4,76 m          | Valerie Adams 20,38 m          | —                                    | Barbora Špotáková 66,96 m (SB)     |
| 11 | Stockholm   | Tianna Bartoletta 6,98 m       | —                                  | Mariya Kuchina 1,94 m       | —                             | —                              | Sandra Perković 66,74 m              | —                                  |
| 12 | Birmingham  | —                              | Caterine Ibargüen 14,52 m          | —                           | Ekateríni Stefanídi 4,57 m    | Valerie Adams 19,96 m          | —                                    | Elizabeth Gleadle 64,49 m          |
| 13 | Zurich      | Ivana Španović 6,80 m          | —                                  | Mariya Kuchina 2,00 m (=PB) | Fabiana Murer 4,72 m          | —                              | Sandra Perković 68,36 m              | —                                  |
| 14 | Bruxelles   | —                              | Caterine Ibargüen 14,98 m          | —                           | —                             | Valerie Adams 20,59 m (WL, MR) | —                                    | Barbora Špotáková 67,99 m (WL, MR) |
| Records et Performances - AR : Record continental (area record) - CR : Record des championnats (championship record) - MR : Record du meeting (meet record) - NR : Record national (national record) - OR : Record olympique (olympic record) - PR : Record paralympique (paralympic record) - PB : Record personnel (personal best) - SB : Meilleure performance personnelle de la saison (season's best) - WL : Meilleure performance mondiale de l'année (world leader) - WJR : Record du monde junior (world junior record) - WR : Record du monde (world record) Circonstances et Conditions - DNF : N'a pas terminé (did not finish) - DNS : N'a pas pris le départ (did not start) - DQ : Disqualification (disqualification) - NM : Aucun essai valable enregistré (No Mark) - Q : Qualifié « directement » au prochain tour (ou à la prochaine compétition), lors d'une compétition majeure, grâce au classement ou à la réalisation des minima (automatic qualifier) - q : Qualifié au prochain tour (ou à la prochaine compétition), lors d'une compétition majeure, grâce au repêchage ou à la réalisation de l'une des meilleures performances parmi celles des « non qualifiés directement » (grâce au meilleur temps ou à la meilleure distance par exemple) (secondary qualifier) |             |                                |                                    |                             |                               |                                |                                      |                                    |

## Classements
Chaque épreuve donne lieu à des points attribués en fonction des performances : 4 points pour le premier, 2 points pour le deuxième et 1 point pour le troisième, les points étant doublés lors de la finale.

### Hommes
- Classement définitif[5]

| Rang | Athlète          | Points |
| ---- | ---------------- | ------ |
|      | Justin Gatlin    | 16     |
| 2    | Mike Rodgers     | 13     |
| 3    | Nesta Carter     | 7      |
| 4    | Richard Thompson | 6      |
| 5    | Asafa Powell     | 2      |
| 6    | Kim Collins      | 1      |

| Rang | Athlète             | Points |
| ---- | ------------------- | ------ |
|      | Alonso Edward       | 19     |
| 2    | Nickel Ashmeade     | 18     |
| 3    | Christophe Lemaitre | 4      |
| 4    | Rasheed Dwyer       | 3      |
| 5    | Curtis Mitchell     | 1      |

| Rang | Athlète              | Points |
| ---- | -------------------- | ------ |
|      | LaShawn Merritt      | 26     |
| 2    | Gil Roberts          | 6      |
| 3    | Isaac Makwala        | 5      |
| 3    | Yousef Ahmed Masrahi | 5      |
| 5    | Wayde van Niekerk    | 2      |

| Rang | Athlète              | Points |
| ---- | -------------------- | ------ |
|      | Nijel Amos           | 14     |
| 2    | David Lekuta Rudisha | 10     |
| 3    | Ayanleh Souleiman    | 6      |
| 4    | Asbel Kiprop         | 4      |
| 4    | Adam Kszczot         | 4      |

| Rang | Athlète              | Points |
| ---- | -------------------- | ------ |
|      | Silas Kiplagat       | 16     |
| 2    | Asbel Kiprop         | 11     |
| 2    | Ayanleh Souleiman    | 11     |
| 4    | Taoufik Makhloufi    | 8      |
| 5    | Vincent Kibet        | 1      |
| 5    | James Kiplagat Magut | 1      |
| 5    | Homiyu Tesfaye       | 1      |

| Rang | Athlète               | Points |
| ---- | --------------------- | ------ |
|      | Caleb Mwangangi Ndiku | 15     |
| 2    | Yenew Alamirew        | 14     |
| 3    | Muktar Edris          | 8      |
| 4    | Edwin Cheruiyot Soi   | 6      |
| 5    | Hagos Gebrhiwet       | 5      |

| Rang | Athlète                     | Points |
| ---- | --------------------------- | ------ |
|      | Jairus Kipchoge Birech      | 28     |
| 2    | Brimin Kiprop Kipruto       | 5      |
| 3    | Evan Jager                  | 4      |
| 3    | Ezekiel Kemboi              | 4      |
| 3    | Conseslus Kipruto           | 4      |
| 3    | Mahiedine Mekhissi-Benabbad | 4      |

| Rang | Athlète                 | Points |
| ---- | ----------------------- | ------ |
|      | Pascal Martinot-Lagarde | 27     |
| 2    | Sergueï Choubenkov      | 8      |
| 3    | Orlando Ortega          | 6      |
| 4    | Andrew Riley            | 3      |

| Rang | Athlète           | Points |
| ---- | ----------------- | ------ |
|      | Michael Tinsley   | 21     |
| 2    | Javier Culson     | 17     |
| 3    | Cornel Fredericks | 12     |
| 4    | Jehue Gordon      | 1      |

| Rang | Athlète            | Points |
| ---- | ------------------ | ------ |
|      | Mutaz Essa Barshim | 20     |
| 2    | Bohdan Bondarenko  | 20     |
| 3    | Ivan Ukhov         | 8      |
| 4    | Derek Drouin       | 3      |
| 4    | Erik Kynard        | 3      |
| 4    | Andriy Protsenko   | 3      |

| Rang | Athlète                | Points |
| ---- | ---------------------- | ------ |
|      | Renaud Lavillenie      | 28     |
| 2    | Konstadínos Filippídis | 11     |
| 3    | Augusto de Oliveira    | 4      |
| 3    | Robert Sobera          | 4      |
| 5    | Kévin Ménaldo          | 3      |

| Rang | Athlète                | Points |
| ---- | ---------------------- | ------ |
|      | Godfrey Khotso Mokoena | 12     |
| 2    | Ignisious Gaisah       | 9      |
| 3    | Christian Taylor       | 8      |
| 4    | Jinzhe Li              | 6      |
| 5    | Zarck Visser           | 2      |

| Rang | Athlète           | Points |
| ---- | ----------------- | ------ |
|      | Christian Taylor  | 20     |
| 2    | Will Claye        | 16     |
| 3    | Benjamin Compaoré | 8      |
| 4    | Lyukman Adams     | 5      |
| 5    | Chris Benard      | 1      |

| Rang | Athlète            | Points |
| ---- | ------------------ | ------ |
|      | Reese Hoffa        | 23     |
| 2    | David Storl        | 13     |
| 3    | Joe Kovacs         | 10     |
| 4    | Christian Cantwell | 5      |
| 5    | Tomas Walsh        | 3      |
| 6    | Ryan Whiting       | 1      |

| Rang | Athlète           | Points |
| ---- | ----------------- | ------ |
|      | Piotr Malachowski | 22     |
| 2    | Robert Harting    | 20     |
| 3    | Gerd Kanter       | 5      |
| 4    | Vikas Gowda       | 2      |
| 5    | Robert Urbanek    | 1      |

| Rang | Athlète                   | Points |
| ---- | ------------------------- | ------ |
|      | Thomas Röhler             | 15     |
| 2    | Tero Pitkämäki            | 10     |
| 3    | Ihab Abdelrahman El Sayed | 8      |
| 3    | Vítezslav Veselý          | 8      |
| 5    | Antti Ruuskanen           | 4      |
| 5    | Keshorn Walcott           | 4      |

### Femmes
- Classement définitif[6]

| Rang | Athlète                 | Points |
| ---- | ----------------------- | ------ |
|      | Veronica Campbell-Brown | 10     |
| 2    | Murielle Ahouré         | 7      |
| 2    | Kerron Stewart          | 7      |
| 4    | Blessing Okagbare       | 4      |
| 5    | Myriam Soumaré          | 2      |

| Rang | Athlète             | Points |
| ---- | ------------------- | ------ |
|      | Allyson Felix       | 21     |
| 2    | Blessing Okagbare   | 11     |
| 3    | Dafne Schippers     | 6      |
| 4    | Myriam Soumaré      | 5      |
| 5    | Anthonique Strachan | 3      |
| 6    | Jodie Williams      | 2      |
| 7    | Joanna Atkins       | 1      |

| Rang | Athlète                 | Points |
| ---- | ----------------------- | ------ |
|      | Novlene Williams-Mills  | 20     |
| 2    | Sanya Richards-Ross     | 16     |
| 3    | Stephenie Ann McPherson | 8      |
| 4    | Francena McCorory       | 7      |
| 5    | Natasha Hastings        | 2      |

| Rang | Athlète             | Points |
| ---- | ------------------- | ------ |
|      | Eunice Jepkoech Sum | 22     |
| 2    | Brenda Martinez     | 9      |
| 3    | Lynsey Sharp        | 8      |
| 4    | Ajee Wilson         | 7      |
| 5    | Tigist Assefa       | 1      |
| 5    | Winnie Nanyondo     | 1      |

| Rang | Athlète              | Points |
| ---- | -------------------- | ------ |
|      | Jennifer Simpson     | 17     |
| 2    | Abeba Aregawi        | 12     |
| 2    | Sifan Hassan         | 10     |
| 4    | Hellen Onsando Obiri | 5      |
| 5    | Shannon Rowbury      | 4      |

| Rang | Athlète               | Points |
| ---- | --------------------- | ------ |
|      | Mercy Cherono         | 22     |
| 2    | Genzebe Dibaba        | 12     |
| 3    | Viola Jelagat Kibiwot | 5      |
| 4    | Almaz Ayana           | 4      |
| 4    | Sifan Hassan          | 4      |

| Rang | Athlète                | Points |
| ---- | ---------------------- | ------ |
|      | Hiwot Ayalew           | 19     |
| 2    | Sofia Assefa           | 13     |
| 3    | Emma Coburn            | 10     |
| 3    | Habiba Ghribi          | 10     |
| 5    | Purity Cherotich Kirui | 2      |

| Rang | Athlète            | Points |
| ---- | ------------------ | ------ |
|      | Dawn Harper-Nelson | 21     |
| 2    | Queen Harrison     | 17     |
| 3    | Sally Pearson      | 6      |
| 4    | Brianna Rollins    | 4      |
| 5    | Tiffany Porter     | 2      |

| Rang | Athlète           | Points |
| ---- | ----------------- | ------ |
|      | Kaliese Spencer   | 30     |
| 2    | Eilidh Child      | 7      |
| 3    | Adekoya Oluwakemi | 6      |
| 4    | Denisa Rosolová   | 5      |
| 5    | Georganne Moline  | 4      |

| Rang | Athlète       | Points |
| ---- | ------------- | ------ |
|      | Maria Kuchina | 18     |
| 2    | Ana Šimic     | 12     |
| 3    | Blanka Vlašić | 10     |
| 4    | Ruth Beitia   | 5      |

| Rang | Athlète                | Points |
| ---- | ---------------------- | ------ |
|      | Fabiana Murer          | 20     |
| 2    | Ekateríni Stefanídi    | 9      |
| 2    | Jennifer Suhr          | 9      |
| 4    | Nikoléta Kiriakopoúlou | 8      |

| Rang | Athlète           | Points |
| ---- | ----------------- | ------ |
|      | Tianna Bartoletta | 16     |
| 2    | Ivana Španović    | 16     |
| 3    | Éloyse Lesueur    | 7      |
| 4    | Brittney Reese    | 4      |
| 5    | Darya Klishina    | 2      |

| Rang | Athlète           | Points |
| ---- | ----------------- | ------ |
|      | Caterine Ibargüen | 28     |
| 2    | Ekaterina Koneva  | 8      |
| 3    | Olga Saladukha    | 6      |
| 3    | Kimberly Williams | 6      |
| 5    | Olga Rypakova     | 2      |
| 5    | Yosiri Urrutia    | 2      |

| Rang | Athlète             | Points |
| ---- | ------------------- | ------ |
|      | Valerie Adams       | 32     |
| 2    | Christina Schwanitz | 10     |
| 3    | Michelle Carter     | 6      |
| 4    | Cleopatra Borel     | 2      |
| 4    | Yuliya Leantsiuk    | 2      |
| 6    | Anita Márton        | 1      |

| Rang | Athlète              | Points |
| ---- | -------------------- | ------ |
|      | Sandra Perkovic      | 30     |
| 2    | Gia Lewis-Smallwood  | 13     |
| 3    | Dani Samuels         | 9      |
| 4    | Shanice Craft        | 2      |
| 5    | Mélina Robert-Michon | 1      |

| Rang | Athlète           | Points |
| ---- | ----------------- | ------ |
|      | Barbora Špotáková | 22     |
| 2    | Martina Ratej     | 10     |
| 3    | Linda Stahl       | 5      |
| 3    | Sunette Viljoen   | 5      |
| 5    | Kathryn Mitchell  | 4      |
| 6    | Madara Palameika  | 1      |